# Herbert Goldstein
Herbert Goldstein, född 26 juni 1922, i Bronx, New York, död 12 januari 2005 i New York var en amerikansk fysiker.
Herbert Goldstein disputerade vid MIT 1943 och var under åren 1942–1946 ledamot av styrelsen för Radiation Laboratory at MIT. Mellan 1946 och 1949 var han knuten till institutionen för fysik vid Harvard University. Från 1950 tillhörde Goldstein Nuclear Development Corporation of America, där han ledde forskningen kring kärnreaktorer. Han var senare professor vid Columbia University. 
Herbert Goldstein blev välkänd för den klassiska läroboken Classical Mechanics, Addison-Wesley PC, som kom 1950 och som återutgivits genom åren och fortfarande används vid många av världens universitet.